# Jurdur (gorodskoje posielenije Morki)
Jurdur (ros. Юрдур) – wieś (dieriewnia) w Rosji, w Mari El, w rejonie morkińskim. W 2010 liczyła 77 mieszkańców.